# ترجمان‌البلاغه
ترجمان‌البلاغه کهن‌ترین کتاب به زبان فارسی پیرامون صناعت‌های شعری است.  پیشتر گمان بر این بود که نویسندهٔ آن فرخی سیستانی شاعر عهد غزنوی است، ولی با یافته شدن نسخه‌ای کهن از این کتاب، معلوم شد که اثر به قلم شخصی به نام محمد بن عمر رادویانی است. تاریخ نوشتن یگانه دست‌نویس به‌دست‌ آمده از کتاب ۵۰۷ قمری است و نگارنده آن ابوالهیجا اردشیر بن دیلمسار نجمی است.